# Lynne Cox
Lynne Cox , född 1957 i Boston, Massachusetts, är en amerikansk simmare. Hon växte upp i Los Alamitos, Kalifornien och har haft flera simrekord för öppet vatten, bland annat var hon den snabbaste att korsa Engelska kanalen (vid 15 års ålder), Santa Catalina Channel, de två milen över Öresund mellan Danmark och Sverige, samt Kattegatt mellan Norge och Sverige. Cox är dock mest känd för att ha simmat mellan Stora och Lilla Diomedeön i Berings sund på 2 timmar 5 minuter den 7 augusti 1987. Dessa öar ligger i Ryssland (då Sovjetunionen) respektive USA, på var sin sida om den  Internationella datumgränsen och simningen (4 km) var en protest mot det kalla kriget. Vattnet höll då en temperatur på 5°C.

## Böcker om Lynne Cox
Det finns flera böcker om Lynne Cox bedrifter, än så länge (2014) är ingen översatt till svenska.
- Swimming to Antarctica: Tales of a Long-Distance Swimmer, Alfred A. Knopf, 2004 ISBN 0-15-603130-2
- Grayson, Alfred A. Knopf, 2006 ISBN 0-307-26454-8
- South with the Sun, Alfred A. Knopf, 2011 ISBN 978-0-307-59340-5
- Open Water Swimming Manual: An Expert's Survival Guide For Triathletes And Open Water Swimmers, Knopf Doubleday Publishing Group, 2013 ISBN 978-0-345-80609-3